# Dystasia niasensis
Dystasia niasensis är en skalbaggsart som beskrevs av Stefan von Breuning 1943. Dystasia niasensis ingår i släktet Dystasia och familjen långhorningar. Inga underarter finns listade i Catalogue of Life.